# Bitwa pod Cantigny
Bitwa pod Cantigny – bitwa stoczona 28 maja 1918 roku, między Amerykańskim Korpusem Ekspedycyjnym, a Armią Cesarstwa Niemieckiego podczas I wojny światowej. Celem, poza samym zajęciem Cantigny i jego utrzymaniem, było zlikwidowanie występu we froncie, który powstał w ramach ofensywy niemieckiej. Drugim celem operacji było podniesienie morale armii francuskiej, która od wiosny 1917 roku była trawiona licznymi buntami.

## Przygotowania do szturmu
W ataku miał wziąć udział 28 pułk wchodzący w skład 1 Dywizji Piechoty. Jako wsparcie przydzielono również baterię francuskich czołgów Schneider oraz żołnierzy francuskich wyposażonych w miotacze płomieni. Byli to starannie wybrani ochotnicy znający język angielski w stopniu pozwalającym im na komunikowanie się na polu bitwy z amerykańskimi oficerami. Ponadto wsparcie miała zapewnić artyleria francuska z powodu stosunkowo niewielkiej ilości artylerii posiadanej przez armię Stanów Zjednoczonych w tamtym czasie. Silny ogień artylerii okazał się później jednym z istotnych czynników na polu bitwy. 

## Przebieg bitwy

### Atak armii amerykańskiej

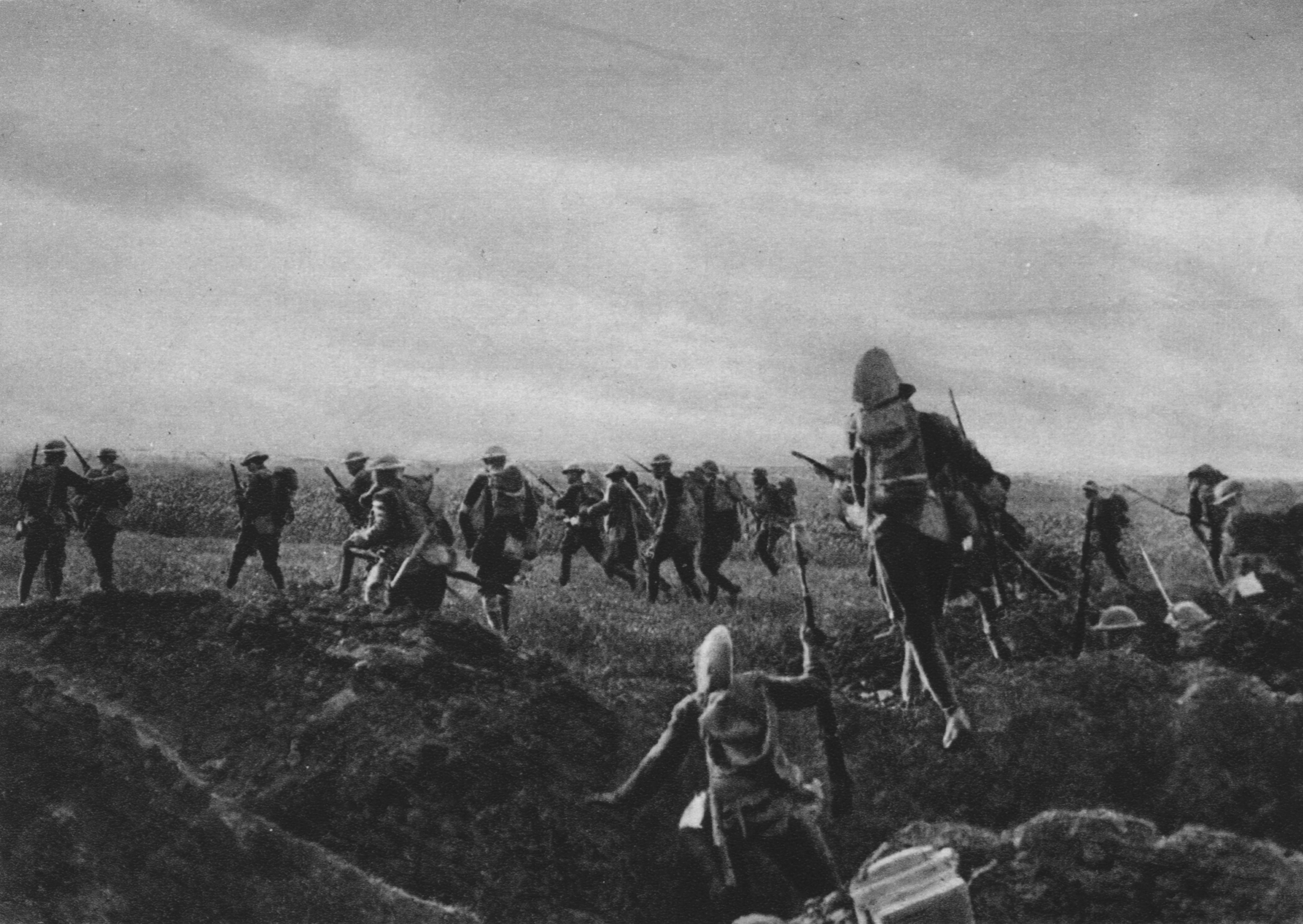
Amerykańscy piechurzy ruszają do ataku, w tle pierwsza linia atakujących

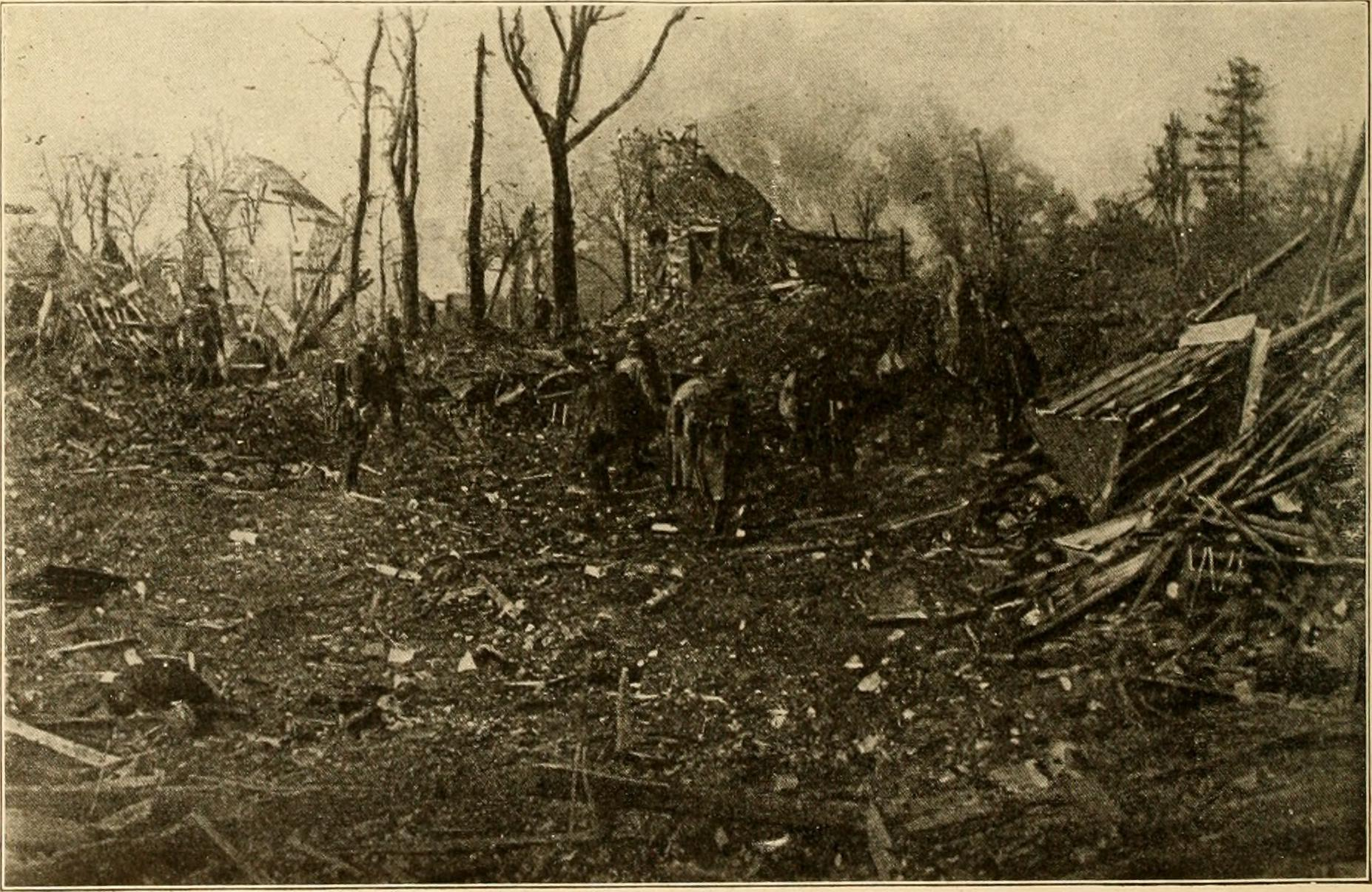
Po zajęciu Cantigny

Przed godziną szóstą 28 maja 1918 roku w rejonie Cantigny, artyleria amerykańska i francuska rozpoczęła godzinny ostrzał stopniowo przesuwając ogień co 100 metrów. W tym samym czasie za ścianą ognia przemieszczali się piechurzy amerykańscy. Ostatnie salwy oddano używając pocisków dymnych w celu osłonięcia podejść żołnierzy bliżej wioski. Po przystąpieniu do bezpośredniego szturmu miejscowość Cantingy udało się zdobyć w ciągu 30 minut. Pomocny okazał się fakt, że Niemcom w tym rejonie nie udało się zbudować silnych umocnień, z racji szybkich postępów parę dni wcześniej. Żołnierze niemieccy bronili się głównie w piwnicach domów i w ziemiankach oraz byli zmęczeni po nieprzerwanych dniach ciągłych walk. Po oczyszczeniu miejscowości żołnierze amerykańscy od razu przystąpili do budowy prowizorycznych umocnień. Słusznie spodziewano się silnych kontrataków armii niemieckiej w najbliższym czasie.

### Kontrataki armii niemieckiej
Z powodu prowadzonej wcześniej ofensywy armia niemiecka posiadała w rejonie Cantigny dużą ilość artylerii. Bardzo szybko po utraceniu wioski rozpoczęto ostrzał i przygotowywano pododdziały zdolne do kontrataku. Pomimo przewagi w sile ognia, żaden z ataków nie zakończył się sukcesem Niemców. Walki pod Cantigny zaczęły szybko wygasać, ponieważ Erich von Ludendorff zdecydował o prowadzeniu kolejnych ofensyw na południowych odcinkach frontu. Jednocześnie Francuzi wycofali swoje wsparcie w postaci własnej artylerii, tym samym wstrzymując działania ofensywne wojsk Stanów Zjednoczonych, które w tamtym czasie musiały polegać na pomocy armii francuskiej.

## Znaczenie bitwy

Rejon Cantigny z lotu ptaka

Samo Cantigny i bitwa jaką w tym rejonie stoczono nie miały dużego znaczenie strategicznego. Armia niemiecka dalej kontynuowała swoje ofensywy i dopiero w przyszłości miała ponieść większe klęski, które przesądziły o przebiegu wojny na froncie zachodnim. Mimo wszystko, była to pierwsza samodzielna operacja wojsk amerykańskich na froncie. Zwycięstwo pod Cantigny podniosło morale żołnierzy armii alianckich i wywołało efekt psychologiczny na Niemcach, którzy nie doceniali żołnierzy amerykańskich. W historii amerykańskiego oręża bitwa ta zajmuje szczególne znaczenie, ponieważ jest początkiem nowoczesnej armii amerykańskiej. 